# Castello Grumello
Castel Grumello è un castello del XIII secolo situato nel comune di Montagna in Valtellina. Fu posizionato su un colle (o “grumo”, termine locale da cui deriva il nome) in maniera strategica, su un versante a strapiombo difficilmente raggiungibile da eventuali nemici.
Si tratta di un castello gemino, costituito da due edifici separati, uniti da una cinta muraria ormai quasi totalmente scomparsa.

## Storia
Il castello fu edificato dai De Piro. Esponente di questa famiglia fu il ghibellino Corrado de' Piro, al quale i castello sembra essere appartenuto.
L'edificio si componeva di due corpi di fabbrica collegati tra loro: l'ala ovest serviva come residenza, mentre l'ala est aveva uno scopo militare.
Dopo essere divenuto di proprietà dei De Capitani (1372), il castello fu distrutto nel 1526 in seguito all'occupazione della Valtellina da parte dei Grigioni. La distruzione coinvolse anche il vicino castello di Mancapane, collegato al Grumello tramite una galleria. 
Dell'antico castel Grumello sopravvivono la torre e alcuni ruderi.
Attualmente è di proprietà del Fondo Ambiente Italiano che ne ha curato il recupero con utilizzo culturale.